# Phoma cruris-hominis
Phoma cruris-hominis är en lavart som beskrevs av Punith. 1979. Phoma cruris-hominis ingår i släktet Phoma, ordningen Pleosporales, klassen Dothideomycetes, divisionen sporsäcksvampar och riket svampar.   Inga underarter finns listade i Catalogue of Life.